# حرب الاستقلال الفنزويلية
كانت حرب الاستقلال الفنزويلية (1810-1823) واحدة من حروب استقلال أمريكا الإسبانية في بدايات القرن التاسع عشر، حين قاتلت حركات التحرر في أمريكا اللاتينية ضد حكم الإمبراطور الإسباني، مستمدة الشجاعة من المشاكل التي أثقلت كاهل إسبانيا بسبب الحروب النابليونية.
بدأت الحرب بتأسيس مجلس كاراكاس العسكري الأعلى عقب فرض خلع فيسينتي إمباران من منصب الرئيس العام لرئاسة فنزويلا العامة في 19 أبريل 1810. وفي تاريخ 5 يوليو 1811، أعلنت سبع من أصل عشر مقاطعات تابعة لرئاسة فنزويلا العامة استقلالها ضمن إعلان الاستقلال الفنزويلي. اندثرت جمهورية فنزويلا الأولى في عام 1812 عقب زلزال كاراكاس (1812) ومعركة لا فيكتوريا (1812). ثم قاد سيمون بوليفار «حملة رائعة» بهدف استعادة فنزويلا، مؤسسًا بذلك جمهورية فنزويلا الثانية في عام 1813. غير أن هذه الجمهورية هي الأخرى لم تصمد طويلًا، إذ سقطت جراء مجموعة من الانتفاضات المحلية وإعادة الغزو الملكي الإسباني. ولم تحقق فنزويلا استقلالًا مستمرًا عن إسبانيا (باعتبارها جزءًا من كولومبيا الكبرى أول الأمر) إلا حين اندرجت ضمن أهداف حملة بوليفار لتحرير غرناطة الجديدة في 1819-20.
وفي 17 ديسمبر 1819، أعلن مؤتمر أنغوستورا كولومبيا الكبرى دولة مستقلة. وبعد استمرار الحرب عامين آخرين، نالت الدولة استقلالها عن إسبانيا في عام 1821 تحت قيادة أشهر أبنائها، سيمون بوليفار. وشكلت فنزويلا، إلى جانب الدول التي نعرفها اليوم بأسماء كولومبيا وبنما والإكوادور، جزءًا من جمهورية كولومبيا الكبرى حتى عام 1830، حين انفصلت فنزويلا عنها وأصبحت دولة مستقلة ذات سيادة.

## الجمهورية الأولى (1810-1812)
أدى الغزو الفرنسي لإسبانيا عام 1808 إلى انهيار الملكية الإسبانية، ولم تقبل معظم ملحقات إسبانيا حكم جوزيف بونابرت، الذي أُوصِل إلى العرش على يد أخيه، نابليون بونابرت إمبراطور فرنسا. وفي الوقت نفسه، استغرقت عملية إقامة حكومة مستقرة في إسبانيا، يُعترف بها على نطاق واسع في أنحاء الإمبراطورية، عامين اثنين. وقد نجم عن ذلك فراغ سلطة ضمن المستعمرات الإسبانية في أمريكا، ما أدى إلى المزيد من الاضطراب السياسي. وفي 19 أبريل 1810، لجأ مجلس كاراكاس إلى حركة ناجحة من أجل خلع الحاكم الإسباني والرئيس العام فيسينتي إمباران. أسِّس مجلس عسكري في كاراكاس، وسَرَعان ما حذت مقاطعات فنزويلية أخرى حذوها. وبات من الممكن على الفور الشعور بأصداء حركة الاستقلال هذه في كل أنحاء فنزويلا، إذ قررت البلدات والمدن الفينزويلية المختلفة إما الاصطفاف مع الحركة التي نشأت في كاراكاس أو عدمه، واندلعت حرب أهلية بحكم الأمر الواقع في معظم أنحاء فنزويلا. دعا مجلس كاراكاس العسكري إلى عقد مؤتمر يضم المقاطعات الفنزويلية من أجل تأسيس حكومة للمنطقة. في أول الأمر، تمسك كل من المجلس العسكري والمؤتمر بـ«حقوق فيرناندو السابع»، أي أن كلًا منهما رأى أنه لم يزل جزءًا من الملكية الإسبانية، لكنه أسس حكومة منفصلة بسبب غزو فرنسا لشبه الجزيرة الإيبيرية. وحين تباحث المؤتمر في الأمر، سَرَعان ما رجحت كفةُ زمرةٍ اقترحت الاستقلال التام. قاد الحركةَ أشخاصٌ مثل فرنسيسكو دي ميراندا، وكان مغتربًا فنزويليًا قديمًا، وسيمون بوليفار، أرستقراطي شاب من الكريول – وقد تأثرا كلاهما بأفكار عصر التنوير وقدوة الثورة الفرنسية. أعلن المؤتمر استقلال فنزويلا يوم 5 يوليو 1811، فتأسست بذلك جمهورية فنزويلا.
وحتى قبل بدء المؤتمر بجلساته في 10 نوفمبر 1810، كانت حرب أهلية قد بدأت بين أولئك الذين أيدوا المجالس العسكرية –ثم الاستقلال في نهاية المطاف- وبين مؤيدي الملكية الذين أرادوا الحفاظ على الاتحاد مع إسبانيا. وكان ثمة مقاطعتان هما ماراكايبو وغويانا ومنطقة واحدة هي كورو لم تعترف قط بمجلس كاراكاس العسكري وظلت موالية للحكومات في إسبانيا. ولقد فشلت الحملات العسكرية في إخضاع كورو وغويانا لسيطرة الجمهورية، وقُمعت انتفاضة قامت في بلنسية ضد الجمهورية عام 1811. بحلول عام 1812، تفاقم الوضع بشكل متسارع على الجمهورية الشابة، وكانت تفتقر إلى التمويل، إذ أطبق مجلس الوصاية الإسباني حصارًا (رغم أن تجاوز هذا الحصار كان يتم بسهولة من قبل السفن التجارية البريطانية والأمريكية)، إلى جانب حدوث زلزال ضخم في 26 مارس 1812 أثر بشدة في المناطق التابعة للجمهورية. وفي هذه اللحظات اليائسة، كان في حوزة ميراندا قوى استبدادية، غير أنه لم يتمكن من ردع التقدم الملكي بقيادة الرئيس دومينغو دي مونتيفيردي. وبحلول منتصف العام، بعد معركة سان ماتيو (لا فيكتوريا)، انهارت الجمهورية، واستسلم ميراندا لمونتيفيردي ووقع هدنة في تاريخ 25 يوليو 1812.

## الجمهورية الثانية (1813-1814)
تابع بوليفار وجمهوريون آخرون المقاومة من أجزاء أخرى في أمريكا الجنوبية ومنطقة الكاريبي الإسبانيتين، أو كانوا ينظّمون حركات حرب العصابات في داخل الدولة. وفي عام 1813، انضم بوليفار إلى جيش مقاطعات غرناطة الجديدة المتحدة. وبعد الانتصار في سلسلة من المعارك، تلقى بوليفار الموافقة من مؤتمر غرناطة الجديدة على قيادة قوة تحرير عسكرية إلى داخل فنزويلا في ما بات يُعرف باسم «الحملة الرائعة». وفي الوقت نفسه، قاد سانتياغو مارينيو اجتياحًا من الشمال الشرقي ضمن حملة مستقلة التنظيم. ألحقت القوتان كلاهما هزيمة سريعة بالجماعات المؤيدة للملكية في عدة معارك، مثل معركة ألتو دي لوس غودوس. دخل بوليفار كاراكاس في يوم 6 أغسطس 1813، معلنًا إحياء الجمهورية الفنزويلية وقيادته العليا لها، الأمر الذي لم يُعترف به بشكل كامل من قبل مارينيو الموجود في كومانا، على الرغم من أن القائدين تعاونا عسكريًا.
في ملكيّتي لا بلاتا وغرناطة الجديدة البديلتين، أزاح الكريول السلطات الإسبانية بسهولة نسبية، كما كانت كاراكاس قد فعلت أولًا. تقدمت الحركة الاستقلالية في أنحاء غرناطة الجديدة، غير أن البلاد بقيت متفككة سياسيًا. ورثت بوغوتا دور العاصمة من إسبانيا، لكن مؤيدي الملكية كانوا متحصنين في جنوبي كولومبيا (مدينتي بوبايان وباستو)، وكانت مدينة كالي معقلًا للحركة الاستقلالية إلى الشمال مباشرة من منطقة مؤيدي الملكية. لم تعلن قرطاجنة الاستقلال عن إسبانيا وحسب، بل عن بوغوتا كذلك. ووصل بوليفار إلى قرطاجنة واستُقبل بحفاوة، كما حدث لاحقًا في بوغوتا، حيث انضم إلى جيش مقاطعات غرناطة الجديدة المتحدة. حشدَ قوة عسكرية وغزا فنزويلا من الجنوب الغربي، عن طريق عبور جبال الأنديز (1813)، وكان مساعده الرئيسي هو خوسيه فيليكس ريباس العنيد. وفي مقاطعة تروخيو في جبال الأنديز، أصدر بوليفار مرسوم «الحرب حتى الموت» سيئ السمعة الذي كان يأمل منه أن يستميل  الباردو (بالإسبانية: Pardo، وهم مختلطو العرق من نسل الأوروبيين والأمريكيين الأصليين والأفارقة الغربيين) وأي من المانتوانو (بالإسبانية: Mantuano، وهم الكريول البيض الذين ينتمون إلى الأرستقراطية المحلية في فنزويلا) المترددين إلى صفه. خلال الوقت الذي كان فيه بوليفار مظفرًا في الغرب، كان سانتياغو مارينيو ومانويل بيار –وهو من الباردو في جزيرة كوراساو الهولندية- يقاتلان مؤيدي الملكية بنجاح في شرقي فنزويلا. ومع خسارته السريعة للأرض (بشكل يشبه كثيرًا ما كان قد حدث مع ميراندا قبل عام)، لجأ مونتيفيردي إلى بويرتو كابيللو، واحتل بوليفار كاراكاس ليعيد تأسيس الجمهورية عن طريق «دولتين»، واحدة في الغرب يترأسها بوليفار وأخرى في الشرق يترأسها مارينيو.
لكن لم يكن من شأن الغزوات الناجحة ولا مرسوم بوليفار أن حُرض الباردو على الالتحاق بأعداد معتبرة من أجل تحقيق الاستقلال، بل كان الأثر عكسيًا بالأحرى. في سهول اللانوس، بدأ كوديلو (بالإسبانية: Caudillo، قائد مستبد) إسباني مهاجر شعبوي، هو خوسيه توماس بوفيس، حركة واسعة خاصة بالباردو ضد الجمهورية التي أُعيد إحياؤها. تمسك بوليفار وريباس بمنطقة وسط فنزويلا التي يتحكم بها  المانتوانو ودافعا عنها، وبدأ مناصرو الملكية يستعيدون الأراضي في الشرق. بعد المعاناة والتعرض لهزيمة، دمج مارينيو وبوليفار قواتهما، غير أن الهزيمة لحقت بهما على يد بوفيس في عام 1814. أُجبِر الجمهوريون على إخلاء كاراكاس والفرار إلى الشرق، حيث كان بيار ما يزال صامدًا في ميناء كاروبانو. إلا أن بيار لم يقبل ببوليفار قائدًا أعلى، فغادر بوليفار فنزويلا من جديد وذهب إلى غرناطة الجديدة (1815).
صدرت المقاومة ضد الجمهورية هذه المرة من سكان سهول اللانوس الجنوبية، الذين انتظموا تحت إمرة المهاجر الإسباني خوسيه توماس بوفيس، وتغير مسار الحرب. كان سكان اللانوس يزدرون الحضر ونخبة الكريول التي قادت حركة الاستقلال، وأقدم جيش بوفيس من سكان اللانوس على قتل الفنزويليين البيض بشكل روتيني. زُود مؤيدو الملكية الزنوجَ بخرائط وقوائم بالمزارع المتمردة، وحاصر جيش اللانوس الوطنيين في وسط البلاد. وفي نهاية المطاف، زحف بوفيس نحو كاراكاس، مرغِمًا الجمهوريين على الفرار إلى شرق البلاد، لتنتهي بذلك الجمهورية الثانية.
الصورة التقليدية لسهول اللانوس الفنزويلية مكتظة بالكوديلو من أمثال بوفيس فيها شيء من المبالغة، فقد كان بوفيس الكوديلو المناصر لإسبانيا الوحيد ذا الأهمية وكان يقوم بإجراءاته بالتنسيق مع فرنسيسكو توماس موراليس، الذي كان موظفًا عاديًا تابعًا لإسبانيا. وفي معركة أوريكا، قُتل بوفيس وتولى موراليس القيادة وتابع عمليات التمشيط ضد من تبقى من عناصر المقاومة الوطنية، ونتج عن تلك العمليات القبض على ريباس وإعدامه. ومثل ما كان لم يزل شائعًا في أوائل القرن التاسع عشر، أمر موراليس بغلي رأس ريباس بالزيت (لحفظه) وإرساله إلى كاراكاس. تُوفي بوفيس بعد ذلك بوقت قصير في القتال، لكن البلاد كانت قد أعيدت إلى حكم مناصري الملكية، ثم وصل بابلو موريلو إلى فنزويلا وبدأ يدير العمليات مع موراليس.